# 与一くん
与一くん（よいちくん）は、栃木県大田原市のPRマスコットキャラクター。大田原市とゆかりのある平安時代末期の武将那須与一をモデルとして、1998年に誕生した。
ゆるキャラグランプリ2011では全国第4位を獲得する。

## 経緯
1997年に「与一の里おおたわら」のイメージアップを目的として企画が立ち上がった。日本全国から那須与一をモデルとしたイラストを募集し、選考の結果、現在の「与一くん」が1998年4月2日に誕生することになった。決定稿となったデザインは神奈川県横浜市在住のイラストレーターによる応募作品である。
大田原市観光協会が予算を捻出し、2000年に3D化される。しばらくは年に2回程度、市内のイベントへ参加するくらいであったが、2011年にご当地キャラクター協会からゆるキャラグランプリを紹介され、グランプリで上位を目指すという目標ができた。市内を問わず、イベントの大小を問わずに誘われたら参加するようになった。また、「パフォーマンス力の向上」ということで、那須与一にちなんだ「的当て」を筆頭に、「ダンス」「バルーンアート」「マラソン」などにも挑戦する。特にダンスは、板野友美がシングル「1%」をリリースした際のダンスコンテストで、キャラクターとして唯一予選を通過している。2015年1月にはSHINeeの東京ドームライヴ『SHINee WORLD 2014〜I'm Your Boy〜 Special Edition in TOKYO DOME』に出演する。
2015年には大田原牛の生産者が新ブランド「与一和牛」を立ち上げるなど、大田原市振興に寄与している。
2016年時点で、グッズの種類は42種類。
2017年には市内の小中学校で「与一くんランチ」が提供された。

## 与一くんファミリー
2015年に「安心して子育てできる街」をアピールするために「与一くんファミリー」が設定され、2017年には公募によって決定した家族が発表された。
- 愛弓さん（あゆみ） - 妻
- 瑠璃姫（るりひめ） - 娘（姉）
- 一矢くん（いっし） - 息子（弟）

2017年には、「与一くんファミリー」をデザインしたオリジナル出生届と記念用命名書の配布が始められている。